# حمامة خشب ريوكيو
حمامة خشب ريوكيو أو حمامة ذات رباط فضي أو حمامة هلالية فضية (الاسم العلمي: Columba jouyi) هي نوع من الحمام المنقرض وينتمي إلى فصيلة الحماميات. كان يستوطن الغابات والأغوار.